# Chatou (tổng)
Tổng Chatou tỉnh Yvelines trong vùng Île-de-France của Pháp.

## Phân chia hành chính
Tổng Chatou bao gồm 2 xã:
- Chatou: 28 588 dân, thủ phủ của tổng,
- Croissy-sur-Seine: 9 835 dân.